# Torneo del Centenario de la FEB
El Torneo del Centenario de la FEB fue un torneo amistoso de baloncesto que se disputó en el Palacio de Deportes José María Martín Carpena de Málaga (España) del 11 al 13 de agosto de 2023. El torneo se celebró en conmemoración del centenario de la Federación Española de Baloncesto (FEB).

## Participantes
- Eslovenia (0-2)
- España (1-1)
- Estados Unidos (2-0)

## Partidos
| 11 de agosto de 2023, 21:30 (CEST) | España                                            | 99–79                | Eslovenia                                        | Málaga |  |
|                                    | Parciales: 26-27, 25-14, 22-22, 26-16             |                      |                                                  | |  |
|                                    | Estadísticas S. Aldama 18 S. Aldama 7 S. Aldama 7 | Reporte Pts Reb Asts | Estadísticas L. Dončić 17 M. Tobey 8 L. Dončić 5 | Pabellón: Palacio de Deportes José María Martín Carpena Asistencia: 10 600 espectadores Árbitros: Carlos Cortés, Javier Torres, Alberto Sánchez |  |

| 12 de agosto de 2023, 21:30 (CEST) | Estados Unidos                                                                        | 92–62                | Eslovenia                                                  | Málaga |  |
|                                    | Parciales: 27-20, 20-11, 20-18, 25-13                                                 |                      |                                                            | |  |
|                                    | Estadísticas A. Edwards 15 B. Ingram, B. Portis, J. Hart, A. Reaves 5 T. Haliburton 6 | Reporte Pts Reb Asts | Estadísticas G. Glas 14 M. Tobey, B. Prepelič 7 Ž. Samar 5 | Pabellón: Palacio de Deportes José María Martín Carpena Asistencia: 10 600 espectadores Árbitros: Carlos Peruga, Carlos Cortés, Javier Torres |  |

| 13 de agosto de 2023, 21:30 (CEST) | España                                                    | 88–98                | Estados Unidos                                       | Málaga |  |
|                                    | Parciales: 28-26, 17-29, 27-18, 16-25                     |                      |                                                      | |  |
|                                    | Estadísticas S. Aldama 14 J. Hernangómez 6 R. Fernández 5 | Reporte Pts Reb Asts | Estadísticas J. Brunson 23 A. Edwards 6 J. Brunson 4 | Pabellón: Palacio de Deportes José María Martín Carpena Asistencia: 10 850 espectadores Árbitros: Daniel Hierrezuelo, Carlos Peruga, Alberto Baena |  |